# Route magistrale 5 (Arménie)
Pour les articles homonymes, voir M5 et Route 5.
La route magistrale M5 (en arménien : Մ 5 ճանապարհ) est une route magistrale en Arménie.
La M5 s'étend d’Erevan jusqu’à Bagaran à la frontière entre l'Arménie et la Turquie,,

## Présentation
La route forme un axe orienté est-ouest à travers l’ouest du pays, depuis la capitale Erevan via Vagharshapat et Armavir jusqu’à Bagaran, près de la frontière avec la Turquie. 
La M5 part du centre de la capitale Erevan puis se dirige vers l'ouest et croise la M1 et la M2 . 
À Vagharshapat elle croise la M3 . 
À Armavir, la M5 tourne vers le sud-ouest et traverse des plaines arides avant d'atteindre Bagaran, à la frontière avec la Turquie.
La frontière est fermée.
La route M5 mesure 82 km de long.

## Histoire
Les tronçons autoroutiers de la M5 autour de Vagharshapat ont été construits à l'époque de l'Union soviétique.
La centrale nucléaire de Metsamor, a été construite entre Vagharshapat et Armavir dans les années 1970.

## Tracé
- Erevan
- Parakar
- Etchmiadzin
- Arshaluys
- Aknalij
- Armavir
- Bagaran